# Чёрный Рог
Чёрный Рог (укр. Чорний Ріг) — село в Семёновском районе Черниговской области Украины. Население 329 человек. Занимает площадь 0,82 км².
Код КОАТУУ: 7424787501. Почтовый индекс: 15472. Телефонный код: +380 4659.

## Известные уроженцы
- Голуб, Семён Тимофеевич — Герой Советского Союза.

## Власть
Орган местного самоуправления — Чёрнорожский сельский совет. Почтовый адрес: 15472, Черниговская обл., Семёновский р-н, с. Чёрный Рог, ул. Шевченко, 18.